# Jun’ya Imase
Jun’ya Imase (japanisch 今瀬 淳也 Imase Jun’ya; * 3. Januar 1993 in Ichihara) ist ein japanischer Fußballspieler.

## Karriere
Imase erlernte das Fußballspielen in der Schulmannschaft der Funabashi High School und der Universitätsmannschaft der Kokushikan-Universität. Seinen ersten Vertrag unterschrieb er 2015 bei Mito HollyHock. Der Verein aus Mito spielte in der zweiten japanischen Liga, der J2 League. Die Saison 2018 wurde er an den Drittligisten Kataller Toyama ausgeliehen. Nach der Ausleihe wurde er von dem Verein aus Toyama fest unter Vertrag genommen. Am Ende Saison 2024 belegte er mit dem Verein den dritten Platz und qualifizierte sich für die Aufstiegsspiele. Hier spielte man im Finale gegen Matsumoto Yamaga 2:2-Unentschieden. Da Katallar in der regulären Spielzeit den dritten Platz belegte, stieg man in die zweite Liga auf.